# Sehotepibrêânkh Nedjem
Sehotepibrêânkh Nedjem a été un grand prêtre de Ptah de Memphis sous le règne de Sésostris III de la XIIe dynastie. Il était le fils de Ouahet, qui le précéda dans cette même charge de grand pontife memphite.
Pour se distinguer de son homonyme et homologue, Sehotepibrêânkh grand prêtre sous le règne de Sésostris Ier, il fait suivre son nom du complément Nedjem.
En effet, il était important que l'on distingue les deux dignitaires sur les monuments qui les citaient afin qu'il n'y ait pas d'erreur de destinataires dans les formules d'offrande ou dans la récitation des prières qui leur étaient destinées.

## Généalogie
Sehotepibrêânkh Nedjem nous est connu essentiellement par un groupe statuaire trouvé à Memphis, actuellement conservé au Louvre, et représentant trois grands prêtres de Ptah qui se sont succédé pendant les derniers règnes de la dynastie. Ils faisaient partie de la même famille (le troisième personnage fait défaut mais une partie de son nom a été préservée).
Les deux figures préservées représentent donc Sehotepibrêânkh Nedjem et son fils Nebpou, côte à côte, debout dans l'attitude de la marche, les bras le long du corps, les mains posées à plat sur leur pagne. Coiffés des perruques cérémonielles, classiques pour l'époque, et parés de leurs habits de grands prêtres, ils portaient notamment l'écharpe en bandoulière des prêtres et un large pagne à devanteau constitué de huit rangs de perles tubulaires ainsi qu'un grand Collier ousekh, orné de figures de chacal aux bras levés, signes caractéristiques de la fonction qu'ils occupaient.
La troisième figure devait certainement représenter un autre fils ou le petit-fils de Sehotepibrêânkh Nedjem. L'attitude d'ensemble est très hiératique et les visages des deux personnages sont traités à l'image du souverain régnant, en l'occurrence Sésostris III ou Amenemhat III. Cela dénote une certaine évolution dans l'art statuaire de cette période qui tranche nettement avec les traits individualistes des exemples du début de la dynastie.
Nous avons donc là un exemple précieux de la statuaire civile en raison, d'une part de la qualité des personnages représentés avec tous les atours liés à leur rôle de grand prêtre, d'autre part par la preuve faite que la charge en question était devenue héréditaire à la fin de la XIIe dynastie. 
Enfin, pour l'histoire de l'art, ce groupe statuaire représente un certain retour à l'orthodoxie de l'Ancien Empire auquel finalement l'ensemble des souverains de la dynastie aspirait. L'attitude des deux hommes, le style archaïsant de leurs parures, le traitement de leur personnalité, effacée au profit de celle du roi, tout est ici fait pour que la loyauté prime sur l'individualisme qui s'était développé lors de la Première Période intermédiaire et qui avait eu cours tout au long de la XIe dynastie.

## Carrière
L'Ägyptisches Museum de Berlin conserve une table d'offrande au nom d'un grand prêtre de Ptah nommé Sehotepibrêânkh qui pourrait lui être attribuée. 
Ce document précise plusieurs titres en plus de ceux classiques liés à sa charge pontificale. On citera notamment les suivants :
- « noble », titre honorifique attribué aux pontifes qui peut tout aussi bien témoigner de son origine aristocratique ;
- « gouverneur », d'une cité qui n'est pas nommée mais que l'on peut identifier comme étant Memphis en raison du titre de grand prêtre du principal temple de cette cité ;
- « trésorier du Roi », titre faisant de Sehotepibrêânkh le ministre des finances de la cour ;
- « préposé au diadème quand Ptah est orné ».

Ce dernier titre est à rattacher au pontificat de Sehotepibrêânkh et précise ainsi une de ses fonctions au sein du sanctuaire du dieu, le grand prêtre étant tout particulièrement chargé du culte de la statue divine par délégation de Pharaon.

## Sépulture
Le tombeau de Sehotepibrêânkh Nedjem n'a pas été identifié à ce jour. Il pourrait se situer à Saqqarah mais il est plus probablement à rechercher près de la Pyramide de Sésostris III à Dahchour sur la foi de découvertes similaires pour d'autres grands pontifes de la XIIe dynastie qui se sont fait ainsi inhumer auprès de leur roi et maître.